# Accidens
Accidens (af lat. accidere, komme faldende, forefalde – gammelgræsk: συμβεβεκός, symbebekós) er en filosofisk term som betegner egenskaber hos en ting eller sag som ikke er nødvendige for tingens natur eller væsen. Termen kommer fra latinske oversættelser af Aristoteles, og berører ontologiske beskrivelser af ting, og deres natur. En tings accidens kan anses at stå i modsætning til dens væsen, dvs. det som er en nødvendig del af en tings væren.
Modstykket til accidenserne er essensen (væsenet) eller substansen.

## Eksempler på accidenser
- Egenskapen sort ved en bil er en accidens eftersom det ikke er en af de egenskaber som definerer en bil, mens egenskaben kan bevæge sig snarere er en del af en bils essens.
- Egenskaben rund ved et spejl er en accidens, mens egenskaben reflekterer er en del af et spejls essens.[2]
- Som et eksempel på en skelnen mellem substans og accidens anfører Sløk[3] Thomas Aquinas' transsubstantiationslære der vil forklare hvorledes i nadveren brødet og vinen kunne være Jesu legeme og blod – og dog stadig se ud som brød og vin. Når præsten siger indstiftelsesordene består forvandlingen efter denne opfattelse deri at brødets og vinens substans forvandles til Jesu legeme og blod, mens accidenserne forbliver uforandrede. Dette blev 1215 fastslået som et katolsk dogme, og opfattelsen afhænger af en aristotelist opfattelse af almenbegrebernes realitet: at de ikke blot er betegnelser som en nominalist ville hævde, og som i nadveropfattelsen passer bedre med den calvinske opfattelse.